# Batalla de Mursa Major
La batalla de Mursa Major va tenir lloc el 351 entre l'exèrcit romà dirigit per l'emperador Constanci II i les forces de l'usurpador Magnenci.
Abans de la batalla, Constanci va enviar a Flavi Filip, el seu prefecte pretorià oriental, a negociar amb Magnenci per negociar la pau, però en realitat era per descobrir la fortalesa de l'enemic. Filip els va proposar retirar-se i conservar la Gàl·lia. Després d'aquesta missió infructuosa, un dels comandants de Magnenci, el franc Silvà, va desertar amb els seus homes per unir-se a Constanci. Silvà dirigia una ala de la cavalleria de Magnenci.
La batalla va ser una de les més sagnants en la història de Roma, i a més, la primera vegada que els legionaris romans van ser derrotats per cavalleria pesant. D'acord amb Joan Zonaràs (XIII 8.17), Magnenci va perdre dos terços de les seves tropes i Constanci la meitat del seu exèrcit, un total de cinquanta-quatre mil soldats, en una època en què l'Imperi romà tenia molts enemics externs.
La batalla també tenia un significat religiós. Magnenci va restaurar alguns drets als pagans, mentre que Constanci fins i tot va arribar a deixar el camp de batalla per predicar a la tomba propera d'un màrtir.
Magnenci, que va perdre en la batalla al seu magister officiorum Marcel·lí, patiria posteriorment una segona i decisiva derrota dos anys més tard en la batalla de Mons Seleucus.